# Cassipourea flanaganii
Cassipourea flanaganii är en tvåhjärtbladig växtart som först beskrevs av Schinz, och fick sitt nu gällande namn av Arthur Hugh Garfit Alston. Cassipourea flanaganii ingår i släktet Cassipourea, och familjen Rhizophoraceae. Inga underarter finns listade i Catalogue of Life.